# Erosida delia
Erosida delia é uma espécie de coleóptero da tribo Eburiini (Cerambycinae); com distribuição na Colômbia e Venezuela.

## Sistemática
- Ordem Coleoptera
  - Subordem Polyphaga
    - Infraordem Cucujiformia
      - Superfamília Chrysomeloidea
        - Família Cerambycidae
          - Subfamília Cerambycinae
            - Tribo Eburiini
              - Gênero Erosida
                - E. delia (Thomson, 1860)